# Said Saif Asaad
Said Saif Asaad, (nacido bajo el nombre de Angel Popov el 31 de mayo de 1979 en Bulgaria) es un haltera catarí de origen búlgaro que logró la medalla de oro en el Campeonato del mundo de 2003 y el bronce en los Juegos Olímpicos de Sídney 2000
Fue reclutado junto a otros 7 compatriotas por parte del Comité Olímpico de Catar. Popov tras su nacionalización cambió su nombre al de Said Saif Asaad. Catar es conocido por nacionalizar deportistas de otros países, como es el caso del atleta Saif Saaeed Shaheen.
Asaad ha sido dos veces campeón de Asia, y medalla de oro en los Juegos Asiáticos de 2006. Said tomó parte en los Juegos Olímpicos de Atenas pero sin el resultado deseado.